# Niels Kaas

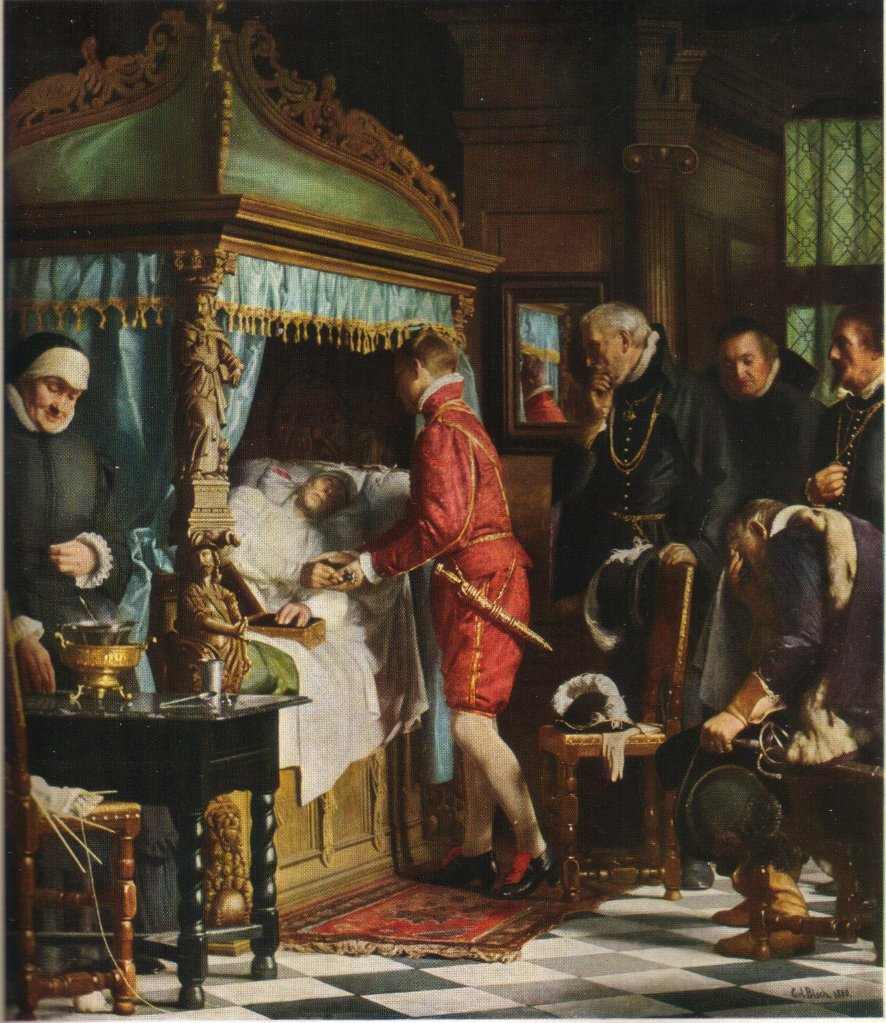
"Vid Niels Kaas' dödsbädd" av Carl Bloch, 1880

Niels Kaas, född 1534, död 29 juni 1594, dansk statsman.
Kaas kom 1549 till Köpenhamn, där han uppfostrades i den lärde Niels Hemmingsens hus. År 1554 reste han utrikes, blev student vid Leucorea  i Wittenberg (under Philipp Melanchthon) och sedermera i Frankfurt och Louvain, fick 1560 anställning i kansliet samt förestod under det nordiska sjuårskriget (1563-70) den avdelning därav, som förblev i Köpenhamn. Kaas deltog i fredsunderhandlingarna 1568-69 i Roskilde och vid Ulfsbäck och 1570 i Stettin samt 1572 i mötet vid Brömsebro. Redan 1571 övertog han kanslersämbetet men blev först 1573 utnämnd till verklig kansler. Som sådan hade han viktig andel i biläggandet av de slesvigska länstvisterna, i delningen efter Hans d.ä.:s död (1580) och i delningen med Hans d.y. av Sönderborg (1582). Efter Fredrik II:s död (1588) blev Kaas ordförande i förmyndarregeringen för Kristian IV. Kaas var självlärd och en varm vän av vetenskaperna, beskyddade särskilt Tycho Brahe och Anders Sørensen Vedel samt föranstaltade om utgivandet av en genomsedd upplaga av Jydske lov (1590).